# Podochileae
Podochileae, tribus orhideja, dio potporodice Epidendroideae. Postoje dva podtribusa; tipični rod je Podochilus Blume sa 65 vrsta, dio podtribusa Eriinae.

## Podtribusi
1. Eriinae Benth.
  1. Podochilus Blume (65 spp.)
  2. Appendicula Blume (156 spp.)
  3. Ascidieria Seidenf. (9 spp.)
  4. Eria Lindl. (44 spp.)
  5. Bryobium Lindl. (29 spp.)
  6. Aeridostachya (Hook. fil.) Brieger (21 spp.)
  7. Cylindrolobus Blume (84 spp.)
  8. Callostylis Blume (5 spp.)
  9. Bambuseria Schuit., Y. P. Ng & H. A. Pedersen (2 spp.)
  10. Pseuderia Schltr. (21 spp.)
  11. Dendrolirium Blume (15 spp.)
  12. Pinalia Buch.-Ham. ex D. Don (181 spp.)
  13. Campanulorchis Brieger (4 spp.)
  14. Strongyleria (Pfitzer) Schuit., Y. P. Ng & H. A. Pedersen (4 spp.)
  15. Mycaranthes Blume (39 spp.)
  16. Dilochiopsis (Hook. fil.) Brieger (1 sp.)
  17. Trichotosia Blume (80 spp.)
  18. Oxystophyllum Blume (36 spp.)
  19. Porpax Lindl. (56 spp.)
  20. Epiblastus Schltr. (23 spp.)
  21. Ceratostylis Blume (155 spp.)
  22. Mediocalcar J. J. Sm. (17 spp.)
  23. Cryptochilus Wall. (8 spp.)
  24. Poaephyllum Ridl. (8 spp.)
2. Subtribus Thelasinae Ridl.
  1. Ridleyella Schltr. (1 sp.)
  2. Octarrhena Thwaites (57 spp.)
  3. Thelasis Blume (29 spp.)
  4. Phreatia Lindl. (212 spp.)